# Deinopa multigutta
Deinopa multigutta là một loài bướm đêm trong họ Erebidae.